# Shotgun Stories
Pour plus de détails, voir Fiche technique et Distribution.
Shotgun Stories est un film américain sorti en 2007 et réalisé par Jeff Nichols.

## Synopsis
De nos jours, dans une ville rurale de l'Arkansas.
Son Hayes (Michael Shannon) se réveille et s'habille, révélant qu'il a les cicatrices d'un coup de fusil dans le dos. Il rencontre ses jeunes frères, Boy (Douglas Ligon) et Kid (Barlow Jacobs), qui vivent respectivement dans une camionnette et une tente. Il leur dit que sa femme Annie l'a quitté à cause de ses habitudes de jeu et les invite à vivre dans sa maison. Son et Kid gagnent leur vie dans une ferme piscicole, où les ouvriers font des paris sur la façon dont Son a reçu ses cicatrices ; Boy est un mauvais entraîneur de basket-ball au collège local. Un soir, alors que Son fait des recherches sur son jeu d'argent, leur mère (qu'ils n'ont pas vu depuis des années) arrive pour annoncer que leur père (qu'ils ne voient plus non plus et dont elle est divorcée depuis longtemps) vient de mourir.
Les frères s'incrustent dans l'enterrement, où la deuxième famille de leur père est en deuil. Les fils livrent un commentaire cinglant sur leur père, surtout pour les avoir impitoyablement abandonnés à cette mère détestable qui les a élevé seule, et être parti éduquer avec amour une deuxième série de fils en oubliant, pour la plupart, sa première série de fils. Au cours de ce rituel, Son faillit déclencher une bagarre avec ses quatre demi-frères. Le demi-frère aîné, Mark (Travis Smith), jure de se venger et entame une chaîne d'affrontements violents. Pendant ce temps, Annie (la petite-amie de Son) revient et tente de sauver sa relation avec Son, mais ce dernier ne veut pas renoncer aux jeux. Kid prévoit d'épouser sa petite amie, Cheryl, s'il obtient une augmentation de salaire, mais il s'inquiète de devoir subvenir à ses besoins et de rester fidèle. Après que Mark ait tué le chien de Boy en laissant un serpent venimeux dans son bol d'eau, Kid attaque et tue Mark, mais il est lui-même gravement blessé dans la bagarre et meurt à l'hôpital. Son et Boy ignorent que les frères de Mark, Stephen et John, ont participé à la bagarre jusqu'à l'enterrement de Kid, lorsqu'une connaissance nommée Shampoo leur raconte. Son va alors voir leur mère, qui est froidement indifférente à tout ce qui se passe, pour l'informer que Kid vient de mourir, tout en la condamnant pour avoir élevé ses fils dans la haine de leurs demi-frères, avant de la quitter pour la dernière fois.
Les affrontements entre les frères restants s'intensifient, avec d'un côté Son et de l'autre John et Stephen Hayes qui ne veulent pas laisser l'affaire en suspens, malgré les tentatives de leur frère Cleaman pour mettre fin à la querelle. Son et Boy envahissent la ferme de leurs demi-frères et attaquent Stephen, mais sont interrompus et hospitalisés par la famille restante et d'autres ouvriers agricoles. Annie et Cheryl sont laissées en deuil et déconcertées par la poursuite des combats. Boy achète un fusil de chasse et tient Cleaman en joue, mais hésite après vu ses demi-neveux, et s'en va. Boy exprime sa crainte que Son se tue en essayant de le protéger de ses demi-frères. Il se rappelle comment Son a reçu ses cicatrices tout en les protégeant, lui et Kid.
La deuxième famille s'arme de fusils de chasse dans leur ferme, se préparant à une fusillade. Boy arrive à la ferme sans arme et déclare qu'il a fini de se battre, offrant une trêve. Les demi-frères moins combatifs forcent Stephen à accepter la trêve, mais il s'inquiète que Son ne respecte pas l'accord. Ensuite, Son se réveille de son coma. Boy retourne chez Son qui se remet de ses blessures. Le film se termine avec le commencement de l'automne, avec Cleaman qui voit son plus jeune frère John partir à l'université, Boy qui entraîne à nouveau, et Son qui vit à la maison avec Annie et leur fils, Carter. La scène finale du film montre Son et Boy profitant d'un après-midi paisible sous le porche avec Carter.

## Fiche technique
- Titre : Shotgun Stories
- Réalisation : Jeff Nichols
- Scénario : Jeff Nichols
- Musique : Lucero et Pyramid
- Photographie : Adam Stone
- Montage : Steven Gonzales
- Film américain
- Genre : Drame et thriller
- Durée : 92 min
- Date de sortie : 2 janvier 2008 (FRA)
- Version française :
  - Société de doublage : Imagine
  - Direction artistique : Catherine Le Lann
  - Adaptation des dialogues : Tim Stevens

## Casting
- Michael Shannon : Son Hayes
- Douglas Ligon : Boy Hayes
- Barlow Jacobs : Kid Hayes
- Natalie Canerday : Nicole
- Glenda Pannel : Annie
- Lynnsee Provense : Stephen Hayes
- Michael Abbott Jr. : Cleaman Hayes
- Coley Canpany : Cheryl
- Cole Hendrixson : Carter
- Vivian Morrison Norman : Melissa
- Tucker Prentiss : Paul
- Wyatt Ashton Prentiss : Kevin
- David Rhodes : John Hayes
- Travis Smith : Mark Hayes
- G. Alan Wilkins : Shampoo
- Lance Christopher : Fish Farm Worker
- Cosmo Pfeil : Norman
- Will Hahn
- Mark W. Johnson
- Gary Hawkins
- Hannah Payne

## Autour du film
- L'idée de ce film est venue à Jeff Nichols alors qu'il écoutait "Decoration Day", de Drive-By Truckers, une chanson qui traite d'un conflit entre deux familles sur plusieurs générations[1].